# Marine marchande du Canada

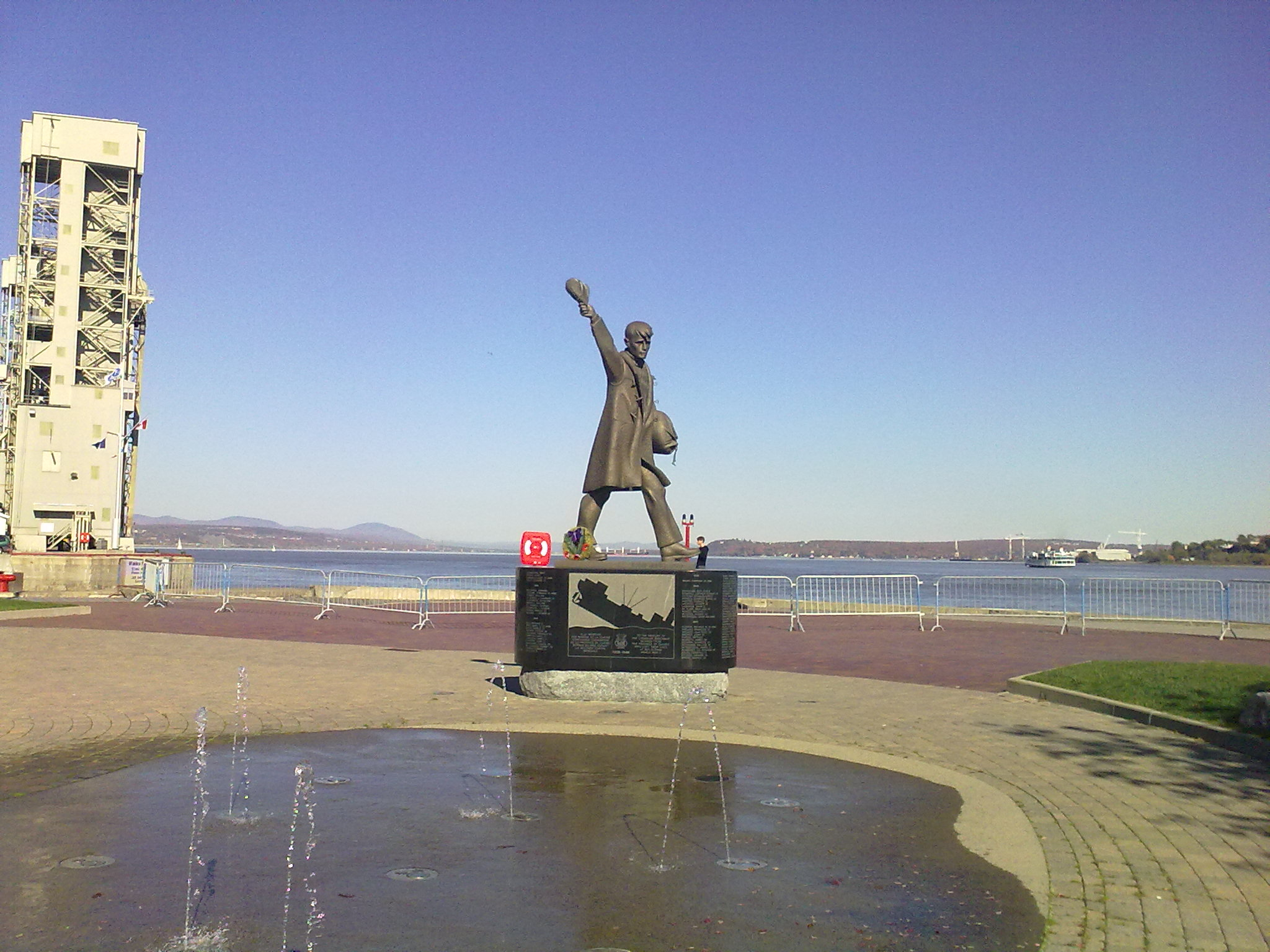
Monument de Raoul Hunter à la mémoire des marins de la Marine marchande canadienne, Pointe-à-Carcy, Québec, 2002.

La Marine marchande du Canada, outre le nom générique que l'on peut donner à l'ensemble de la flotte marchande de ce pays, fut également celui d'une organisation créée lors de la Seconde Guerre mondiale pour le transport des marchandises afin d'aider les pays alliés.

## Historique

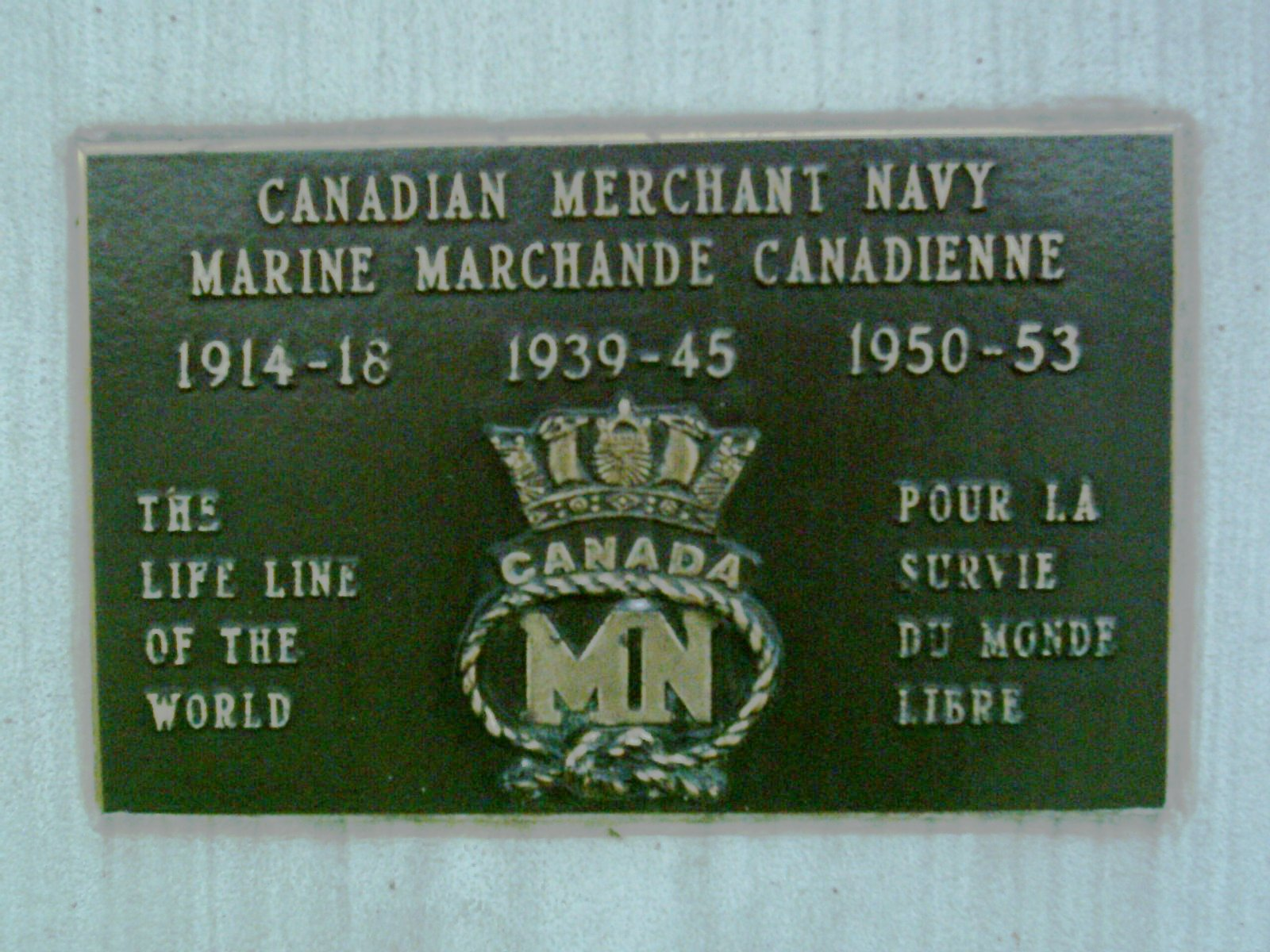
Plaque commémorative à Montréal.

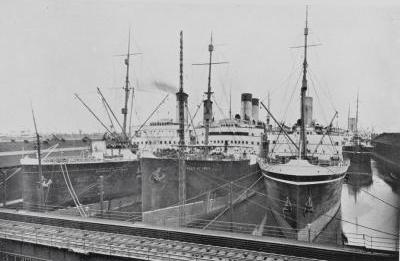
Trois bateaux à vapeur de la Canadian Pacific Steamship Company en 1926.

En 1914, la marine marchande du Canada était extrêmement faible, mais ses marins ont participé à la Première Guerre mondiale sur les navires de l'Empire britannique. 624 des 133 135 médailles de guerre de la marine marchande (Mercantile Marine War Medal) ont été décernées à des Canadiens.
Devant les lourdes pertes en navires dues à la guerre sous-marine à outrance de la bataille de l’Atlantique, le gouvernement canadien commande en mars 1918 un groupe de 63 cargos spéciaux, de six types classiques; trois autres devaient être ajoutés à ceux du service de la Baie d'Hudson du ministère des Chemins de fer et des Canaux. Ces 66 bâtiments, qui avaient un port lourd de 391 212 tonneaux, entraient sous l'appellation collective de la Marine marchande du gouvernement canadien (MMGC), une société de la Couronne incorporée en 1918 par lettres patentes du Dominion qui devient la première flotte marchande sous pavillon canadien. Le premier navire est baptisé Canadian Voyageur et sera livré à la compagnie en février 1919 par la Canadian Vickers. Ils sont tous livrés au cours des années 1919 et 1920. Entrant en service trop tard pour participer à l'effort de guerre avec des navires mal adaptés au commerce, la MMGC déclinera durant les années 1920 et cédera ses derniers navires en 1936.

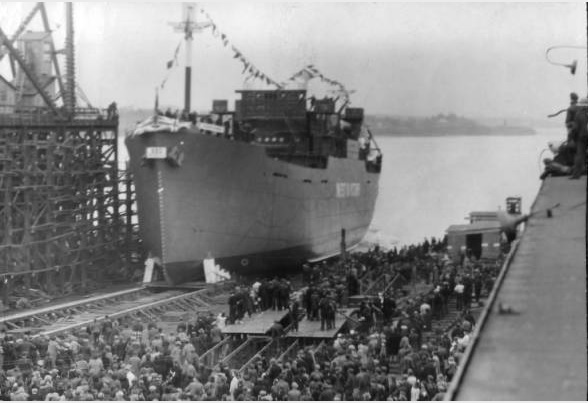
Lancement du SS Ashby Park par un chantier naval situé dans le comté de Pictou en 1944.

Au déclenchement de la Seconde Guerre mondiale en septembre 1939, la flotte marchande du Canada ne comptait que 38 navires de haute mer jaugeant un total de 290 000 tonnes, et équipés de 1 450 marins canadiens. On y dénombre onze cargos et paquebots de la Canadian National Steamships Co. ainsi que dix pétroliers de la Compagnie Pétrolière Impériale Limitée. 176 autres (156 cargos et 20 pétroliers) furent construits et utilisés sous pavillon canadien à la fin du conflit. Les navires destinés à être immatriculés au Canada - le Park ship (en) - deviennent la propriété d’une société de la Couronne, la Park Steamship Company Limited basé à Montréal et instituée le 8 avril 1942. Celle-ci n’assure pas l’exploitation des navires mais la confie à des compagnies maritimes existantes. Après guerre, les navires sont vendus jusqu'à la fin 1947.
58 navires marchands sous pavillon canadien (7 en 1940, 12 en 1941, 31 en 1942, 2 en 1943, 3 en 1944 et 3 en 1945), 14 navires canadiens enregistrés au Royaume-Uni, un enregistré au Panama et 2 navires marchands armés canadiens de la Royal Navy furent coulés du fait d'une action ennemie, essentiellement durant la bataille de l’Atlantique, et 4 autres de causes diverses; 7 navires sous pavillon canadien furent gravement endommagés dont 5 pour fait de guerre ainsi que 5 navires enregistrés au Royaume-Uni. Environ 12 000 marins ont servi dans la Marine marchande du Canada pendant la Deuxième Guerre mondiale. 1 629 marins canadiens et terre-neuviens dont 8 femmes ont perdu la vie dont 1 451 sur des vaisseaux immatriculés au Canada.
Un mémorial au Maritime Museum of the Atlantic fait état de la mort de 2 200 membres de la marine marchande tués et de 91 navires canadiens perdus durant les deux guerres mondiales et la guerre de Corée, cette dernière n'ayant vu aucune perte de navires parmi la douzaine ayant servi dans les eaux coréennes.

## Situation actuelle
En 1984, la marine marchande comptait 1 310 navires totalisant 3 449 496 tonneaux de jauge brute, dont 49 pétroliers jaugeant 284 048 tjb.
Le fret transporté par mer et voies d'eau au Canada représente annuellement entre 134 et 140 millions de tonnes entre 2003 et 2007.
En 2010, 184 navires de commerce jaugeant plus de 1 000 tjb sous pavillon canadien étaient recensés, mettant la flotte marchande de ce pays au 36e rang mondial avec 2 129 243 tjb soit 2 716 340 tonnes de port en lourd ; 223 autres navires de plus de 1 000 tjb sont sous des pavillons étrangers tandis que 15 navires étrangers flottent sous pavillon canadien. Au total, la flotte marchande que possède et contrôle le Canada représente 18,284 millions de tonnes et 433 navires, mettant ce pays au 15e rang mondial.
En 2023, les 300 000 marins des Philippines constituent un quart des équipages de la marine marchande mondiale à tous les niveaux de qualification, y compris les officiers (officier chargé du quart, chef mécanicien, second capitaine et capitaine de navire) et sont la première nationalité dans la marine marchande. Les écoles de navigation y sont réputées: Maritime Academy of Asia and the Pacific  à Mariveles (Bataan), Palompon Institute of Technology  à Palompon, (Leyte), Technological Institute of the Philippines à Manille, Lyceum of the Philippines University – Batangas , Philippine Merchant Marine Academy  à San Narciso, Zambales, etc. L'Union Européenne reconnaît les certificats de formation des Philippins ,. Peu après, en avril 2023 et pour la première fois, le Canada et les Philippines actent la reconnaissance, par les autorités canadiennes, des qualifications des travailleurs maritimes philippins,, dont le Canada a besoin , comme le rappelle le ministère Transports Canada.

## Compagnies maritimes canadiennes
- Allan Line (1854-1917)

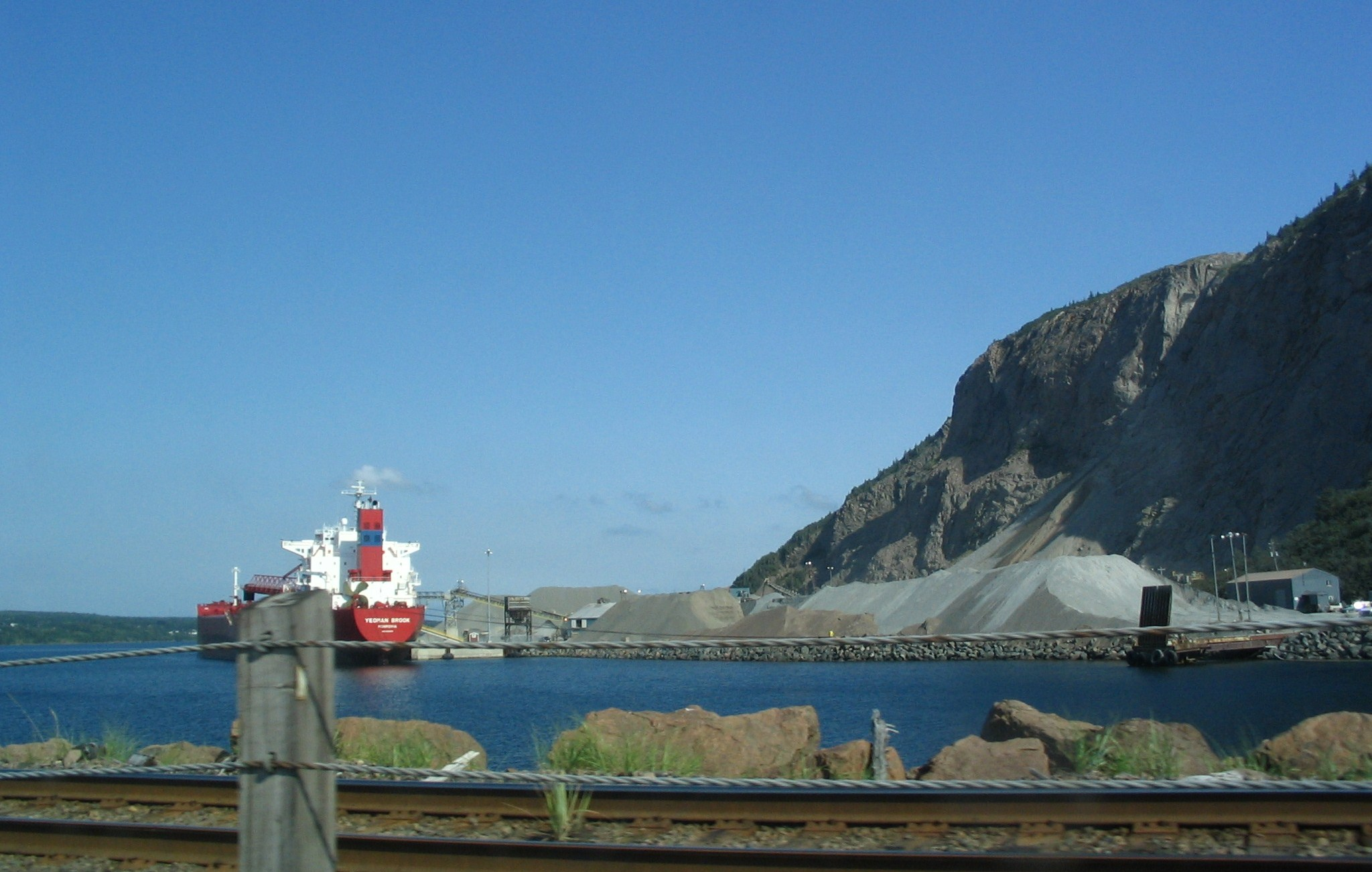
Bateau de la Canada Steamship Lines chargeant du minerai en Nouvelle-Écosse en 2006.

- British Columbia Ferry Services (1960-…)
- Canada Steamship Lines (1854-…)
- Canadian Pacific Steamship Company (1891-2005)
- Société des traversiers du Québec (1971-…)